# Cratichneumon parvulus
Cratichneumon parvulus är en stekelart som först beskrevs av Joseph Kriechbaumer 1887.  Cratichneumon parvulus ingår i släktet Cratichneumon och familjen brokparasitsteklar. Inga underarter finns listade i Catalogue of Life.